# Parque natural de la Sierra de Cardeña y Montoro
El Parque Natural Sierra de Cardeña y Montoro se sitúa en el extremo nororiental de la provincia de Córdoba (limitando con Jaén y Ciudad Real) y tiene 38.449 hectáreas de dos municipios: Cardeña y Montoro.
Presenta un relieve suave y alomado, que va haciéndose más abrupto en el límite oriental (cuenca del río Yeguas).

## El refugio natural de la fauna ibérica
Se encuentra entre los espacios naturales de Andalucía que mayor diversidad de fauna ibérica acoge en su interior, quizá por sus condiciones de vegetación en las que la dehesa, el monte y el pinar sirven de sustento a los ecosistemas predominantes en la zona. Pese a la existencia dentro del parque de un gran elenco de especies protegidas y no protegidas, el visitante puede admirar en su acercamiento a la fauna del lugar al ciervo, las perdices y liebres o conejos.
Contemplarlas significa también disfrutar de una vegetación interminable que con sus tres variedades, aporta la suficiente sensación de paz y sosiego para poder disfrutar de una estancia lejos de los perturbadores entornos urbanos. 

## Un paseo verde y callado

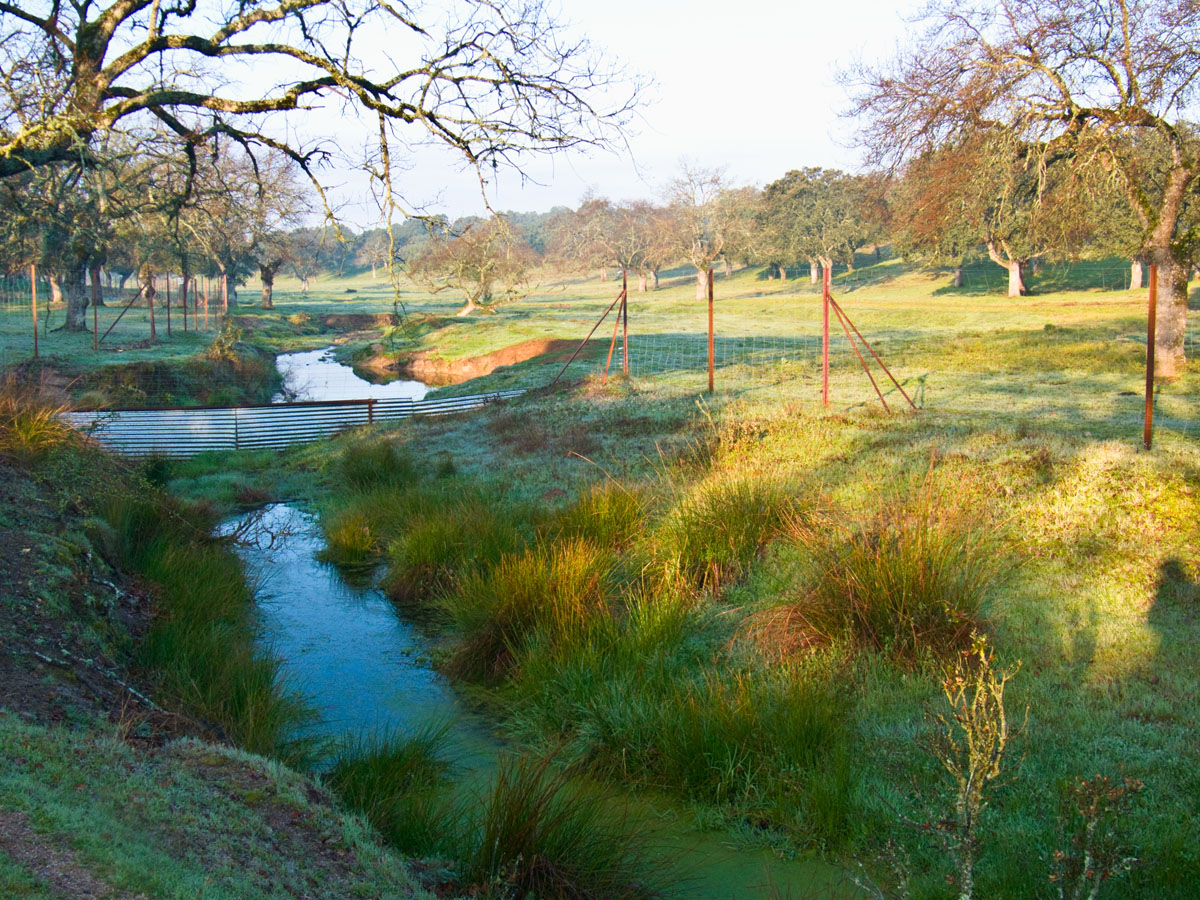
Venta Nueva

El parque natural Sierra de Cardeña y Montoro corona, desde el extremo de la comarca de Los Pedroches, la zona nororiental de la provincia de Córdoba. La pervivencia de ecosistemas apreciados, sus potencialidades para alcanzar un desarrollo económico sostenible, y su capacidad como área de esparcimiento y educación ambiental fueron tres de los factores que el Parlamento de Andalucía tuvo en cuenta cuando, mediante la Ley 2/1989, de 28 de julio, otorgó a este espacio la categoría de parque natural.
El parque natural limita con las provincias de Jaén y Ciudad Real, quedando repartido entre los términos municipales de Cardeña y Montoro. Su relieve suave y alomado es característico de Sierra Morena y forma una unidad paisajística con el parque natural Sierra de Andújar, con el que limita por su flanco oriental.

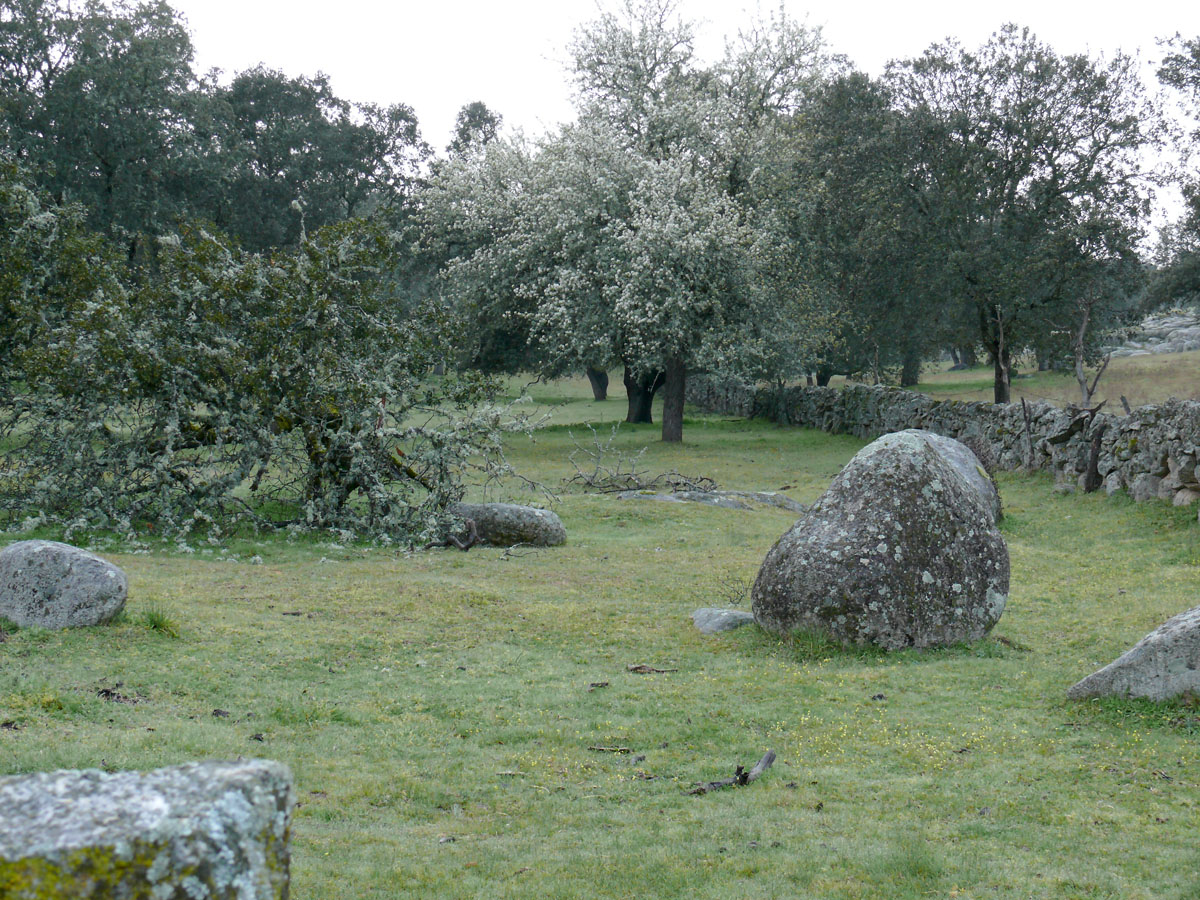
Bolos de granito

La formación geomorfológica de batolito –gran masa de rocas creadas a partir de la solidificación del magma- se manifiesta en bloques redondeados de granito de un metro de diámetro, denominados “bolos”. Pero esta suavidad, a su vez, contrasta fuertemente con la brusquedad y el escarpado de gran belleza de los cortados y barranqueras de su sector más oriental.
Frente a este paisaje de equilibrio, el río Yeguas, línea divisoria natural con el parque vecino, recorre su vertiente oriental a través de grandes barranqueras y excava a su paso un valle escarpado de enorme belleza.
Su ribera se adorna de una exuberante vegetación en forma de bosques en galería que acogen a una fauna interesantísima, entre las que el visitante podrá disfrutar del lince, el lobo y la nutria. Sus 40 km de longitud lineal drenan este incomparable espacio natural ayudado por los arroyos Arenoso, Martín Gonzalo y Corcomé.
La impronta silvestre del parque ha sido respetada por la acción humana, cuya presencia resulta mínima. Las alturas oscilan entre los 180 y los 828 m y las máximas cotas se sitúan en los Picos Colmena (828 m) y Pingajo (805 m).
A su incalculable riqueza natural, suma la larga e intensa trayectoria cultural de los núcleos de su entorno. El relieve que se presenta en los últimos tramos de los cauces proporciona unas circunstancias favorables para la construcción de pantanos. Existen en la zona dos presas localizadas en el río Yeguas y en el arroyo de Martín Gonzalo.

## Puntos de interés geológico
- Curso del río Yeguas: De interés geomorfológico, tectónico, estratigráfico, hidrogeológico y petrológico. Se puede diferenciar por un lado, el profundo corte que el río ha realizado sobre las estructuras geológicas más importantes de la región, dejando al descubierto las características del subsuelo del Parque, y por el otro, un compendio de formas erosivas fluviales (barrancos, cañones, etc.).
- Cerro Cabezas: Afloramiento granítico del batolito de Los Pedroches.
- Minas de cobre, plomo, wolframio y uranio: Actualmente abandonadas. Constituyen un buen exponente de la actividad humana del pasado.
- Cerro Colmena: Punto más elevado del parque (828 m). Excelente punto de observación geomorfológico y paisajístico.
- Barranco del arroyo Arenosillo: Este barranco se ha originado por el encajonamiento de la red fluvial a favor de las fracturas y fallas en las rocas graníticas del Batolito; por el sur, su trazado enlaza la plataforma granítica con las laderas pizarrosas del Carbonífero y pone de manifiesto las diferencias morfológicas entre ambas.
- Fuente de la Peñuela: Situada en el interior de la plataforma granítica de Carde– ña, es un ejemplo de los escasos recursos de aguas subterráneas de esta región.
- Cerro de la Minilla: Lugar de transición entre el granito y las pizarras carboníferas con laderas abarrancadas.
- Arroyos del Cuervo, Cuervezuelo, Cerezo y Valdecañas: Discurren surcando materiales graníticos desde el extremo sureste de la plataforma de Cardeña hacia el río Yeguas. Son interesantes sus trazados, perfectamente rectilíneos, que se adaptan a la fracturación de las rocas que componen el sustrato.
- Sucesión estratigráfica del Ventorrillo de la Niña: Ladera formada por varios barrancos, donde se pueden observar los materiales sedimentarios del Parque y sus relaciones estratigráficas.

## Cauces principales
Los principales cauces del parque son los de los ríos Yeguas y Arenoso, que recorren el espacio en sus límites occidental y oriental respectivamente.
El cauce del río Yeguas señala el límite oriental del parque y lo separa del vecino parque natural de la Sierra de Andújar. Sus aguas se embalsan en la presa del Marmolejo, en la zona sur, antes de desembocar inmediatamente en el Guadalquivir.
El arroyo Arenoso nace en las proximidades de Cardeña y discurre por el límite occidental para desembocar también en el Guadalquivir, cerca de Montoro.
Paralelos a éste y por la zona sur discurren los arroyos Arenosillo, Martín Gonzalo y Corcomé, cuyas aguas vierten al río Guadalquivir. 

## Clima

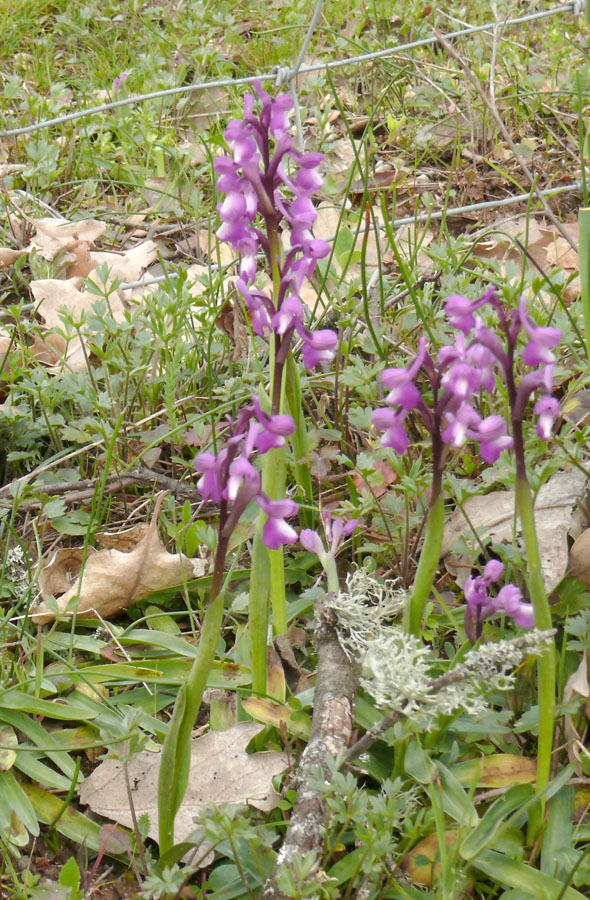
Orquídea

El clima de esta zona es seco. En el verano, a pesar de las elevadas temperaturas diurnas, con el atardecer llega el aire fresco de la sierra que invita a pasar noches agradables con alguna ropa de abrigo.
En invierno, la nieve pinta de blanco el verde de los campos y se suceden casi todos los años hermosas estampas naturales que invitan a la contemplación.
Las temperaturas mensuales medias oscilan entre los 7 °C de enero y los 25 °C de julio.
Es la zona más lluviosa de la provincia de Córdoba. La precipitación media anual es de 800 mm.

## Flora
La vegetación típica del área mediterránea está compuesta por un bosque de encinas, en algunas zonas mezcladas con olivos silvestres, quejigos y en menor proporción alcornoques. 
El matorral ocupa áreas de alta densidad en algunos lugares, compuesto por madroños, lentiscos, coscojas, jaras, lavándulas  y brezos. En el sur del espacio se han realizado repoblaciones de pino marítimo y pino piñonero. 
Mención especial también merece el espléndido bosque de galería del río Yeguas formado por adelfas, tarajes, zarzas, fresnos y algunos sauces.
En primavera, en diversos lugares, florecen orquídeas.

## El roble melojo

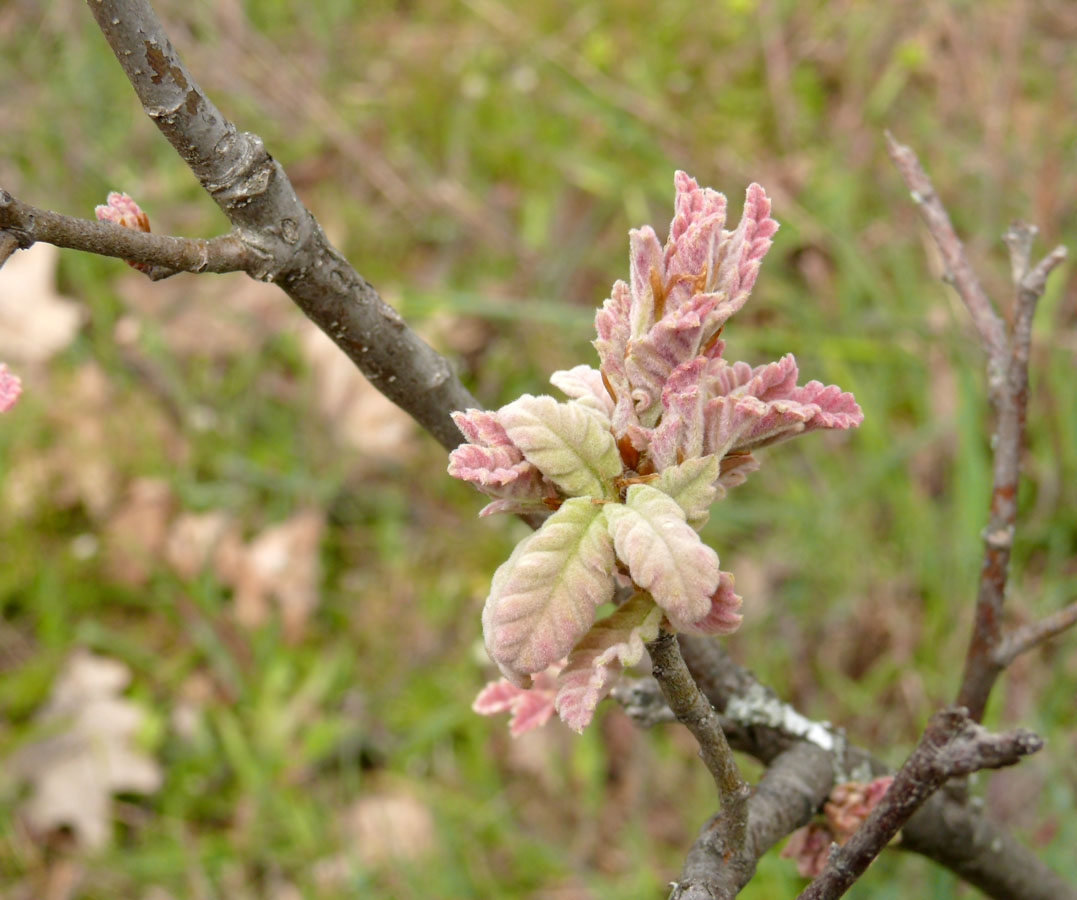
Nuevos brotes de Roble Melojo

Se conoce como rebollo, marojo o melojo. Es éste un pequeño roble, más rústico y frugal que sus “hermanos mayores”, que se extiende por casi toda la península ibérica excepto la zona norte (y precisamente los Pirineos). El roble melojo es el tipo de roble que más aguanta el frío y la sequedad estival. Su fruto, como en todos los quercus, es una bellota, en este caso, pequeña (unos 3 cm) y de sabor amargo, aunque útil para dar de comer al ganado en la montanera.
Raramente llega a medir 20 metros y a menudo forma matas o arbustos, también provocado por el hombre que lo poda periódicamente para obtener leña, ya que es éste uno de sus principales usos. Brota abundantemente de raíz por lo que a veces forma zonas de matorral, o se rodean los ejemplares mayores de abundantes retoños, así a veces, se le considera planta invasora.
Como todos los quercus se híbrida fácilmente con otros robles e incluso con quejigos, encinas y alcornoques, dando lugar a la aparición de individuos con todo tipo de caracteres intermedios.

## Fauna
Los sobresalientes paisajes de las sierras de Cardeña y Montoro, cuyos valores naturales están a salvo gracias a acciones humanas muy respetuosas, esconden dos tesoros de la fauna en serio peligro de extinción: el lince y el lobo. Otros animales que encuentran cobijo entre su verdor son el ciervo, el gamo y el jabalí, muy preciados en la caza mayor, y otros mamíferos propios del área mediterránea, como el zorro y el tejón. Junto a ellos habitan el meloncillo (Herpestes ichneumon), la jineta, la lagartija colilarga, etc.
Además de éstas, y ligadas estrechamente a la vegetación, conviven en este marco especies de aves, algunas ya desaparecidas del resto de la provincia, tales como el águila calzada, el águila real, el águila imperial, y los buitres negros. El azor, el gavilán, el águila culebrera, el búho real, el cárabo también surcan sus cielos, junto a otras aves típicas del bosque mediterráneo como la abubilla, el abejaruco, el pájaro carpintero, el herrerillo, el cernícalo vulgar, el cernícalo primilla, etc. No faltan especies cinegéticas como la perdiz y la paloma torcaz. La abundancia de las mismas, junto con la de los mamíferos, explica el importante aprovechamiento cinegético del parque natural, que cuenta con numerosos cotos de caza mayor y menor.
La comunidad acuática del río Yeguas es variopinta y diversa. En ella habitan insectos propios de aguas limpias y bien oxigenadas. Entre los peces, el visitante encuentra a los barbos, las bogas y las gambusias.
En las riberas de los cauces viven la nutria, el mirlo acuático, el martín pescador y el galápago leproso.

## El lince
El lince ibérico (Lynx pardinus) es la especie de felino más amenazada del planeta. Solo sobrevive en dos núcleos aislados: Doñana (35-40 ejemplares) y las sierras de Cardeña-Montoro y Andújar (90-120). En total, menos de 200 ejemplares. Esto justifica la puesta en marcha de un conjunto de acciones coordinadas por la Consejería de Medio Ambiente para frenar la inercia regresiva de la especie y, a partir de ahí, tratar de revertir la hacía una situación más favorable.
Dentro del Programa LIFE de conservación del lince ibérico, el proyecto tal vez más relevante que está en funcionamiento es el denominado “Recuperación de las poblaciones del Lince Ibérico en Andalucía”, acogido a financiación europea mediante los fondos LIFE Naturaleza.
Es un animal de 85-100 cm de longitud en los machos y de 84-88 cm en las hembras. Tiene unos 50-70 cm de altura en la cruz y una cola de 12-14 cm. Los machos pesan entre 11 y 20 kg y las hembras menores, entre 9 y 12 kg, aunque puede haber grandes diferencias de unos ejemplares a otros.
Especie endémica de la península ibérica. En la actualidad solo habita en las Sierras de Cardeña y Andújar (Sierra Morena) y en el área de Doñana. Se calcula que quedan unos 200 ejemplares.
Alimentación: Más del ochenta por ciento lo constituye el conejo de monte, también puede alimentarse de aves y otros mamíferos.
El lince ataca y expulsa de su territorio a otros predadores generalistas como el zorro, que consume más conejos que el mismo lince, y al que a veces mata. Así establece un vínculo adicional con su presa básica, el conejo, favoreciendo a su población.
La familia de Cardeña y Montoro habita en una zona muy concreta del parque y a salvo de la intervención humana. 

## Otras especies protegidas: El lobo
El lobo es un animal grande, del tamaño de un perro, con la cola muy poblada, las orejas pequeñas y puntiagudas y las extremidades largas. Su número es muy reducido. Exterminados en la mayor parte de Europa, perviven aún en las regiones más salvajes de Escandinavia, centro de Francia, Italia, los Balcanes y también en la península ibérica. Es un animal solitario, que vive en parejas o en pequeñas familias. Caza durante el día sobre un territorio fijo. Por la noche, se guarece en oquedades rocosas, en los bajos de los troncos de los árboles o en hoyos en el suelo. En verano, el grupo familiar permanece reunido. En invierno, cuando las presas escasean, suelen unirse varios grupos para cazar. Son bien conocidos los aullidos que emiten para llamar a los miembros del mismo grupo o manada.
Destaca en el parque natural el programa de actuaciones para la conservación del lobo en Andalucía, cuyo objetivo final es minimizar los efectos adversos que afectan a esta especie amenazada y asegurar su supervivencia a largo plazo.

## El águila imperial
El parque natural de Cardeña y Montoro disfruta aún de la presencia de una de las más hermosas y raras aves del mundo: el Águila Imperial.
Esta obra de arte de la naturaleza es una de las especies más amenazadas del continente europeo y una de las cuatro aves de presa más escasa del planeta. Por ello, se encuentra catalogada y protegida a escala internacional, nacional y autonómica.
La actual situación de fragmentación de la población sugiere que existe una alta probabilidad de extinción de la especie, por lo que la creación de un nuevo núcleo de cría multiplicaría por tres las posibilidades de conservación. La creación de nuevos núcleos reproductores está contemplada en la Estrategia Nacional para la Conservación del Águila Imperial.
El águila imperial nidifica en árboles bien visibles, donde construye un nido enorme que suele cambiar de emplazamiento todos los años, siempre dentro de un mismo territorio. Habita en zonas de arbolado poco denso, pero de abundante bosque bajo, mezclado con espacios abiertos donde caza todo tipo de presas, especialmente conejos y aves de especies diversas, según las características del territorio. Con frecuencia, la pareja caza junta.

## Recursos y aprovechamiento
La principal protagonista de este espacio natural es la dehesa, que se aprovecha de un modo mixto. Por un lado, con la agricultura y el cultivo de la cebada; por otro, con la montanera, actividad muy favorecida por el tipo de arbolado de la zona: la encina, el quejigo y el rebollo. La dehesa es un ecosistema singular que se mantiene principalmente gracias a la actividad del ganado ibérico. Basada en una explotación integral y compatible con los recursos medioambientales, favorece la conservación de la biodiversidad. Además, es importante el desarrollo del sector del olivar y la existencia de una tradición productiva con varias almazaras de propiedad cooperativa.
En los últimos años es interesante el paulatino incremento de la superficie dedicada a la agricultura y ganadería ecológicas, que está teniendo apoyo de las de las administraciones regionales y comunitarias.

## La ganadería

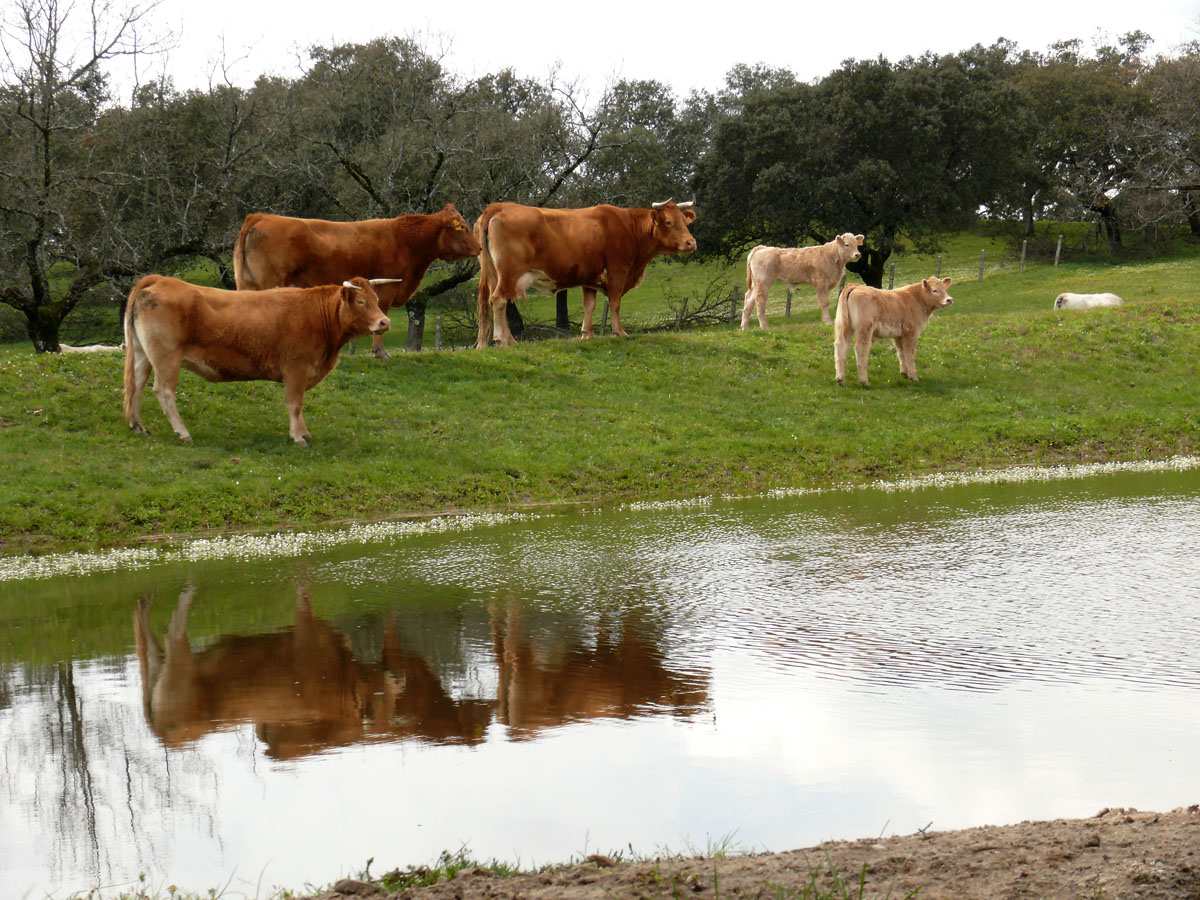
Ganadería

Con respecto al aprovechamiento ganadero en el parque natural Sierra de Cardeña y Montoro es importante destacar la potencialidad que ofrece la transformación y comercialización de productos cárnicos de óptima calidad. Del mismo modo sucede con la ganadería ecológica, en cuyo desarrollo es imprescindible el adecuado
manejo de la ganadería extensiva asociada
a la dehesa.
Las especies ganaderas tienen una importancia capital en este fragmento de Sierra Morena:
• La cabaña ovina es la más importante con 52 390 cabezas en Cardeña y 1600 en Montoro. No es posible definir con exactitud un número exacto en el parque natural. Sin embargo, el ganado ovino ha sufrido un importante descenso.
• La cabaña porcina se ha incrementado debido a la gran magnitud de encinares. La raza ibérica es la dominante.
• El ganado vacuno es otro segmento importante. De él se aprovecha más su carne que su leche.
• El ganado caprino cuenta con 2214 ejemplares. Predomina la raza Serrana, a la que siguen la Murciana-Granadina y una serie de crías.
• El ganado equino, del que destaca el caballar. Le siguen el mular y el asnal.

## La apicultura
La apicultura o el cultivo de abejas es una actividad agropecuaria orientada a criar abejas y prestarles los cuidados necesarios con el objeto de obtener los productos que estos insectos son capaces de elaborar y recolectar, y que tan necesarios resultan para el ser humano.
El producto estrella de esta actividad es,
sin duda, la obtención de la miel, que además aporta un beneficio indirecto natural importantísimo: el proceso de polinización que realizan estos insectos a través del pecoreo.
Numerosos son los productos que se obtienen del infatigable trabajo de estos admirables himenópteros. La abeja no solo produce un edulcorante. El papel que desempeñó la cera en la antigüedad fue quizás mayor, debido a su uso en la fabricación de candiles o velas y en la impermeabilización de maderas, cuerdas, cueros, telas, etc.
El aprovechamiento apícola atraviesa un período de expansión auspiciado por la adjudicación gratuita de los montes públicos del Parque.

## Los aprovechamientos cinegéticoforestales
En cuanto a los aprovechamientos forestales destaca el del encinar destinado a la alimentación del ganado en montanera, la leña para su transformación en carbón y para su consumo directo como combustible, el ramón, etcétera. También ocupa un lugar muy importante el pino, del que se usa la madera.
Sierra Morena Oriental es la región con el corcho de más calidad de Andalucía. La cosecha del corcho y el resto de las actividades que se desarrollan en el alcornocal, como la ganadería, la producción de derivados del cerdo ibérico o la recogida de setas, han modelado las sociedades de estos parajes que mantienen usos tradicionales muy antiguos. La supervivencia de esta cultura depende de ese sistema, que bien gestionado es capaz de mantener la economía de esas regiones a la vez que preserva el ecosistema.
La extracción del corcho es un proceso muy respetuoso con el entorno y de muy bajo impacto. El corcho se extrae por primera vez cuando el árbol tiene un perímetro de 70 cm a una altura de 1,30 m. Los descorches se efectúan cada 9 años y el corcho no vale para tapones hasta el tercer descorche. Por entonces, el árbol tiene unos 40 años. Los alcornoques pueden vivir unos 170 o 200 años, por lo que pueden dar corcho para tapones unas 15 veces.
Otro aprovechamiento es el cinegético. Cuarenta y seis cotos de caza se enclavan en el parque natural, de los cuales 28 son de caza mayor y alguno de ellos sobresale entre los mejores de España. La repercusión económica por esta actividad es importante para la renta de los habitantes del Parque.
La caza mayor –y por lo tanto, el venado– se ha expandido en los tiempos recientes por dos fenómenos que han actuado paralelamente en el tiempo y el espacio:
Primero, la ganadería tradicional extensiva ha cedido paulatinamente en importancia por su crisis casi permanente, replegándose a las áreas más idóneas.
Segundo, ha crecido la demanda de dehesas y sierras porque sus segmento de hombres de negocios y de fortuna quieren poseer para su ocio y uso lúdico una dehesa, uno de cuyos componentes más apreciado y atrayente es la caza mayor, hasta el extremo que se transforma en muchos
casos en monocultivo cinegético.
En resumen, la caza mayor en su conjunto, y el venado, en particular ha encontrado un terreno abonado para su desarrollo y expansión, al que ha contribuido también el cambio de manejo tan importante que ha supuesto la generalización de la cerca de los cotos.
En lo referente a la propiedad de la tierra, la de régimen privado supone un 88,8% del territorio, en tanto que el 11,2% restante se reparte entre montes estatales (1,5%), consorciados (7,2%) y conveniados (2,5%). La propiedad municipal es insignificante (0,61 hectáreas). La privada se gestiona mayoritariamente de forma directa, en los sectores ganadero y cinegético, y el laboreo.
En cuanto a la estructura de la propiedad en Cardeña el 95% de las mismas tienen menos de 300 hectáreas, en tanto que el 5% restante supera tal superficie, y solamente un 1,2% de las propiedades tienen más de 1000 hectáreas.